# Абильтаев, Шамиль Бисенгалиевич
Шамиль Бисенгалиевич Абильтай (24 февраля 1948, Каракызыл) — советский и казахстанский композитор.

## Биография
Отец Бисенгали Абильтаевич воевал в Великой Отечественной войне, с матерью Азирханым Абдировной они были сотрудниками коллективного хозяйства. Дед Абильтай был известным кюйши. Шамиль Абилтай начал играть на домбре с четырёх лет. Лауреат Всесоюзного конкурса исполнителей на народных инструментах в 1974 году в Воронеже, лауреат Премии Ленинского комсомола Казахстана в 1980 году, в 1994 году был назван «Озаном» (глашатаем) всего тюркского мира на Курултае, прошедшем в турецком Измире. В 1998 году был удостоен звания «Заслуженного деятеля Казахстана», а в 1999 году Почётного гражданина Улытауского района Карагандинской области.
В 1962 году был принят в музыкальное училище Гурьева, которое окончил в 1966 году на отлично. В 1966—1972 годах обучался в консерватории имени Курмангазы в Алма-Ате. С 1972 года стал работать в Казахской государственной филармонии имени Джамбула в качестве лектора-кюйши, где проработал 13 лет.
С 1985 по 1988 годы занимал должность Главного редактора музыкальной редакции Казахского радио.
Статьи про искусство, написанные им, были опубликованы на страницах республиканских периодических печатей. С начала 1970-х годов и до середины 1980-х он вёл музыкально-познавательные передачи под названием «Домбыра-дастан» по казахскому телевидению.
В 1979 году вышла книга кюев «Улытау» издательства «Жалын», в 1992 году пластинка с избранными произведениями Абильтаева «Ордабасы» граммофонного завода имени Ташмуханбетова. В 1994 назначен президентом Международного фонда Курмангазы. В 2015 году выпустил CD-альбом «Жер ұраны-Ұлытау», в 2016 году — альбомы «Жібек жолы» и «Төрт қақпалы Түркістан» в 2018 году.
На Абильтаева как домбриста большое влияние оказали известные кюйши — Кошели, Камеш, Серкебай. Известен как исполнитель кюев Курмангазы, Дины, Абыла, Мамена
Кюи, сочинённые абильтаевым: «Өрікгүл», «Бекет-Ата», «Жібек жолы», «Матай», «Кете», «Құдыс», «Қазақстан — Нұрсұлтан», Академик «Уәлихан Қалижан».
Песни-раздумья: «Толғау», сочинённая по «Бата» Айтеке би, «Аман Төлеев», текст которого полностью написал сам, «Жамбылдың киесі» (слова Бауыржана Жакыпа), «Төрт қақпалы Түркістан» (слова Торегали Ташенова).
Песни: «Шұбарат» (слова Нурсултана Назарбаева), «Медеу — әлем, Медеу — ән» (слова Сабита Досанова), «Өрікгүл», «Аңсау», «Күй-Ата», «Бір ауыз сөз», «Жер ұраны — Ұлытау», «Жер дөңгелек екен» (слова Какимбекова Салыкова), «Ұлы Дала Елі» (слова Корганбека Аманжола), «Дос жүрегі — шарайна» (слова Абдикарима Ахметова), «Қара өлең» (слова Мукагали Макатаева), «Үндістан туралы ән» (слова Аманжола Шамкенова), «Құрманғазы мекені» (слова Танатара Дарелулы).